# Aaron Spelling
Aaron Spelling (Dallas, Texas, 1923. április 22. – Los Angeles, Kalifornia, 2006. június 23.) kétszeres Primetime Emmy-díjas amerikai producer, forgatókönyvíró, színész.

## Élete
Aaron Spelling Dallasban született 1923. április 22-én David Spelling és Pearl Wall gyermekeként.
A Southern Methodist University elvégzése után New Yorkba ment, és színészként próbált szerencsét. Ez nem jött össze, írni kezdett. Az 1950-es években több ismert tévéműsorba bedolgozott; kezdetben Dick Powell számára írt szövegeket.
A Thomas-Spelling Productions első sikere az 1968-as születésű, és egészen 1973-ig képernyőn lévő The Mod Squad című rendőrös sorozat volt. Az 1970-es években volt Spelling nagy korszaka: az ABC TV-n annyi sorozata futott párhuzamosan, hogy a csatorna hamarosan már "Aaron's Broadcasting Company" névre hallgatott a humoros szakmabeliek körében. Íme néhány, az aranykorszak legsikeresebbjei közül: Starsky és Hutch (1975-1979), Charlie angyalai (1975-1981), The Love Boat (1977-1986), Fantasy Island (1978-1984), Vega$ (1978-1981), Hart to Hart (1979-1984), Dinasztia (1981-1989), T.J. Hooker (1982-1986), Hotel (1983-1988).
Az 1990-es években is többek között a Beverly Hills 90210 (1990-2000), a Melrose Place (1992-1999), a Modellügynökség (1994-1995), a Savannah (1996-1997), és a Titánok (2000) képviselték. Néhány meglepő tv-sorozat is feltűnt: A Hetedik mennyország című vallásos szellemiségű családi dráma (1996-), és a Bűbájos boszorkák című tini-fantasy (1998-2006).
Aaron Spellinget otthonában érte a halál 2006. június 23-án, 83 éves korában.

## Filmjei
- Titánok (2000)
- Charlie angyalai (2000)
- Bűbájos boszorkák (1998-2006)
- Buddy Faro (1998)
- Savannah (1996-1997)
- Hetedik mennyország (1996)
- Nyomoz a páros - A hasonmás (1996)
- Nyomoz a páros - Vadászidény (1996)
- Nyomoz a páros - Váratlan fordulat (1995)
- Nyomoz a páros - Eszelős szerelem (1994)
- Nyomoz a páros - Kaland a szigeten (1994)
- Zöld Delfin rendőrőrs (1994)
- Modellügynökség (1994-1995)
- Újra nyomoz a páros (1993)
- Az igazság bajnokai (1992)
- Melrose Place (1992-1999)
- Folytatásos forgatás (1991)
- Beverly Hills 90210 (1990)
- Csőre töltve (1990)
- Add meg magad (1987)
- Mr. és Mrs. Ryan (1986)
- Glitter (1984)
- Hotel (1983-1988)
- T.J. Hooker (1982-1986)
- Dinasztia (1981-1989)
- Casino (1980)
- Hart to hart (1979-1984)
- Vega$ (1978-1981)
- Fantasy Island (1978-1984)
- The love boat (1977-1986)
- Starsky és Hutch (1975-1979)
- A szerzetes (1969)
- A galamb (1969)

## Díjai
- Eugene O'Neill-díj (1947, 1948)
- Emmy-díj (1989, 1994)